# Guy Brousseau
Guy Brousseau (* 4. Februar 1933 in Taza, Marokko; † 16. Februar 2024 in Cambes) war ein französischer Mathematikdidaktiker.

## Biografie
Nach seiner Ausbildung als Lehrer an der École Normale d’Agen leitete er mit seiner Frau Nadine von 1953 bis 1962 eine Grundschule in Varès.
Ab 1963 studierte er am Institut préparatoire aux enseignements de second degré (IPES). 1968 erhielt er sein Lizenziat in Mathematik und Pädagogik und wurde 1969 Assistent an der Universität Bordeaux. Nach einem Treffen mit André Lichnerowicz 1965 gründete er zuvor schon das Centre de Recherche pour l’Enseignement des Mathématiques (CREM) in Bordeaux, dessen Direktor er von 1967 bis 1969 war. Später gründete er das Centre pour l’Observation et la Recherche sur l’Enseignement des Mathématiques (COREM) an der Grundschule Jules Michelet in Talence, das er 1973 bis 1998 leitete und mit dem er auch international Anerkennung fand. Er wurde 1985 Maître de conférences in Bordeaux und dort 1986 bei Bernard Malgrange promoviert (Dissertation: Théorisation des phénomènes d’enseignement des mathématiques) und ein Jahr später habilitiert. 1991 wurde er zusätzlich Universitätsprofessor an der IUFM d’Aquitaine (Institut universitaire de formation des maîtres). Er war bis 2002 an der Universität Bordeaux tätig.
1986 gründete er das Laboratoire Aquitain de Didactique des Sciences et Techniques (LADIST).
Für seine Forschungen zur Mathematikdidaktik an Grundschulen bereiste er auch viele Länder Europas, Süd- und Nordamerikas, Nordafrikas und Südostasiens. Er ist bekannt für die Entwicklung der Theorie der didaktischen Situationen in den 1970er-Jahren. Mit Gérard Vergneaud (Theorie konzeptioneller Felder), Yves Chevallard (anthropologische Theorie der Didaktik) und Michèle Artigue zählte er zu den einflussreichsten Mathematikdidaktikern in Frankreich.
1981 bis 1984 war er Sekretär der Commission Internationale pour l’Etude et l’Amélioration de l’Enseignement des Mathématiques (CIEAEM).
2003 erhielt er als Erster die Felix Klein Medal der International Commission on Mathematical Instruction. Er ist Ehrendoktor der Universitäten von Montreal und Genf. Guy Brousseau starb im Februar 2024 im Alter von 91 Jahren im Département Gironde.

## Veröffentlichungen (Auswahl)
- Théorie des situations didactiques. La pensée sauvage, Grenoble 1998.
  - englisch: Theory of Didactical Situations in Mathematics. Springer Dordrecht, 1997, ISBN 978-0-7923-4526-8, doi:10.1007/0-306-47211-2 (Englische Ausgabe).